# Musée du jouet de Poissy
Pour les articles homonymes, voir Musée du jouet.
Le musée du Jouet – Pierre-Pinel est situé à Poissy, dans les Yvelines, et consacré aux jouets et aux jeux d'enfants.

## Lieu et accès
Le musée est installé dans la porterie (XIVe siècle) de l'ancien prieuré de Poissy. Le site est inscrit au titre des monuments historiques.
Il est desservi par la gare de Poissy.

## Histoire
Le musée est créé en 1972 grâce à Marie-Madeleine Rabecq-Maillard, inspectrice générale des écoles maternelles et conservatrice du musée d'Histoire de l'éducation de l'Institut pédagogique national. Il ouvre en septembre 1976, alors que le maire de Poissy est Pierre Pinel, d'où le nom complet du musée.
Il s'agit du premier musée du pays consacré à ce sujet, alors que la France était à l'époque le quatrième producteur mondial de jouets. Au delà de sa mission d'acquisition et d'exposition de jouets anciens, le musée possède un centre de création de jouets, un centre de documentation et une ludothèque. Il est autant destiné aux enfants qu'aux adultes.
Le musée compte à l'origine deux salles. Il est agrandi en 1996 sous la houlette de sa directrice Jeanne Damamme, par ailleurs conservatrice en chef du patrimoine, la surface d'exposition étant portée à 310 m².
En 2002, le musée obtient le label musée de France.
En juillet 2016, le musée du jouet ferme ses portes pour faire l'objet d'une modernisation pour un coût de 2 millions d'euros, la réouverture étant initialement prévue fin 2018.
Le coût des travaux s'élève finalement à 3 millions d'euros, pris en charge par l'État, les collectivités locales et des mécènes ; ils comprennent la rénovation complète du bâtiment et sa mise aux normes. Le musée rouvre au public le 11 mai 2019 après une inauguration officielle le 7 mai en présence du ministre de la Culture Franck Riester.
La muséographie est revue selon une approche chronologique par la conservatrice en chef du patrimoine et directrice du musée Hélène Meyer-Roudet, avec la collaboration scientifique de l'universitaire Michel Manson. La scénographie intègre « des animations mécaniques, numériques, visuelles et sonores interactives » et est « désormais contextualisée et accompagnée de documents graphiques, de témoignages littéraires ».
Sur une collection totale de 14 000 objets, le musée présente au public environ 600 jeux et jouets datés entre le XVIIe siècle et 2010,, témoignant d'une manière de jouer parfois révolue, mais le plus souvent intemporelle, au-delà des modes et de la technologie.
Ce sont des jouets de fabrication industrielle, français et allemands pour la plupart, largement diffusés à partir du milieu du XIXe siècle. On y découvre poupées en porcelaine, ours en peluche, trains à vapeur et électriques, jeux de constructions, jeux optiques et scientifiques, etc. Le clou de la visite est le grenier, avec son réseau de trains électriques.

## Missions du musée
Les missions du musée sont de « conserver, restaurer, étudier et enrichir les collections », de les présenter à tous les publics et manière plus générale de « contribuer aux progrès de la connaissance et de la recherche ainsi qu’à leur diffusion ».

## Expositions
En plus de la collection permanente, des expositions temporaires sont organisées, parmi lesquelles :
- Jeu, Jouet et Politique du 5 mai 1982 au 4 juillet 1982
- Le Jouet animal du 5 décembre 1984 au 24 février 1985
- D'argile et de feu du 24 juin 1999 au 29 aout 1999
- Le jeu de l'Oie du 23 mars 2000  au 1er octobre 2000
- Jouets des années 50 du 15 novembre 2001  au 28 février 2002
- Au fil de l'eau en jeux et jouets au 29 septembre 2002[6]
- L'école en jouet. L'école à Poissy du 25 octobre 2006 au 4 février 2007[7]
- Des enfants sages comme des images du 16 novembre 2005 au 16 mars 2006[8]
- Les jouets de l'espace du 15 novembre 2007 au 16 mars 2008
- Lanternes Magiques - Projections lumineuses des XIXe XXe siècles  du 17 mai 2008 au 6 juillet 2008
- Automobiles ! : une aventure racontée par le jouet du 17 octobre 2008 au 28 juin 2009
- Y'a du sport au musée! du 15 octobre 2009 au 19 septembre 2010[9]
- Quand j'étais bébé ! du 14 octobre 2010 au  3 juillet 2011
- Le colloque de Poissy de 1561. Catholiques et protestants : dialogue et tolérance ? du 9 septembre 2011 au 1er juillet 2012
- Drôles de Jouets ! - André Hellé ou l'art de l'enfance du 18 octobre 2012 au 9 juin 2013
- Archi-tectures et jeux de construction du 17 octobre 2013 au 26 janvier 2014
- Sous le sceau du roi - Saint Louis, de Poissy à Tunis 1214-1270 du  6 mars 2014 au 4 janvier 2015
- Ernest Meissonier, peintre d'histoire (1815-1891) - Un certain regard du 27 mars 2015 au 21 juin 2015
- Les silhouettes peintes par Milo d'Arza : Poissy des années 30 du 17 mars 2016 au 30 juin 2016.
- Jardins d’enfances du 3 octobre 2020 au 3 juillet 2022
- Petites bêtes de tout poil du 19 octobre 2022 au 17 septembre 2023
- Jouets olympiques, en avant les champions ! du 13 mars 2024 au 3 novembre 2024
- Noël au pays des jouets du 27 novembre 2024 au 19 janvier 2025

## Galerie

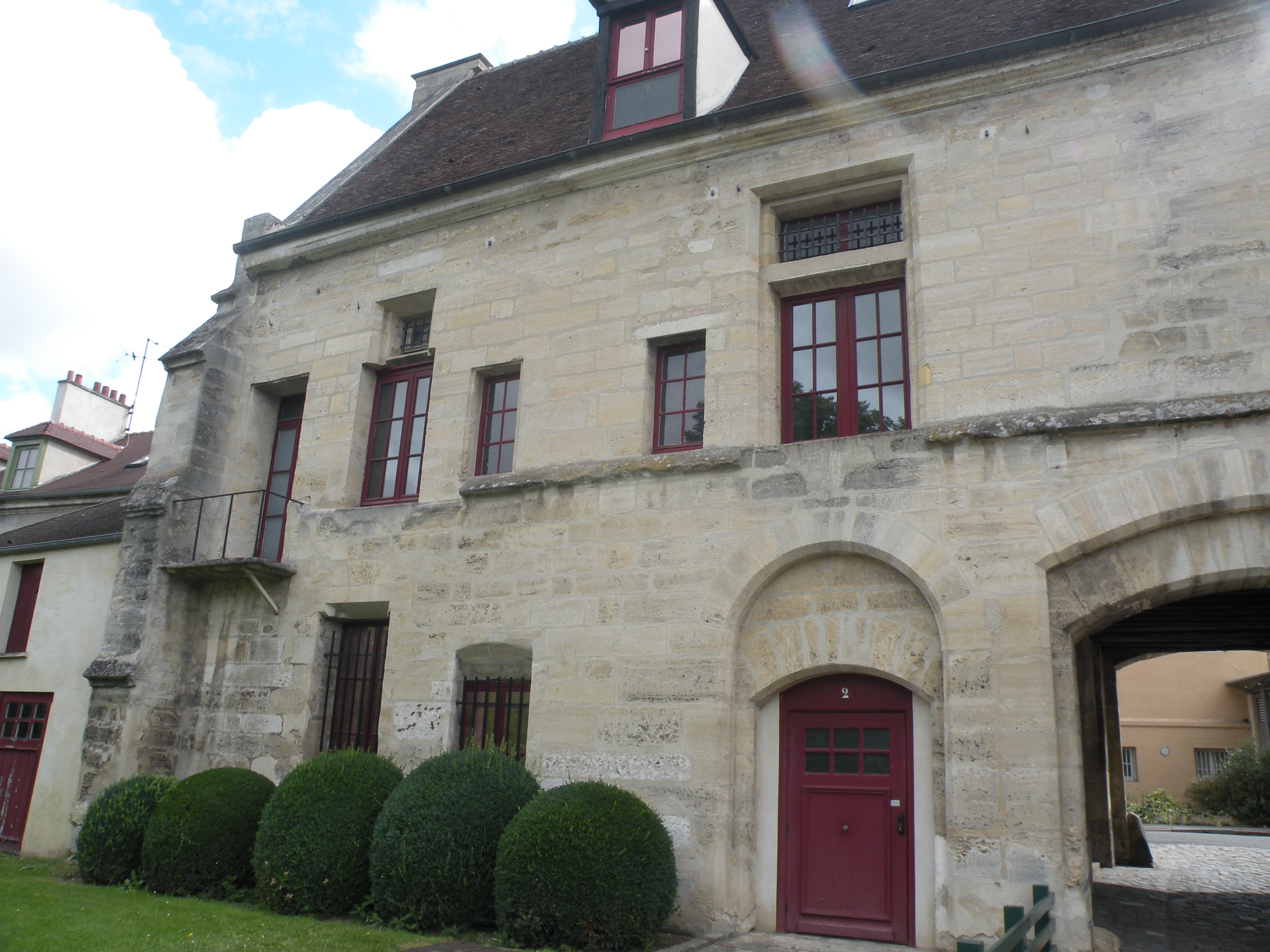
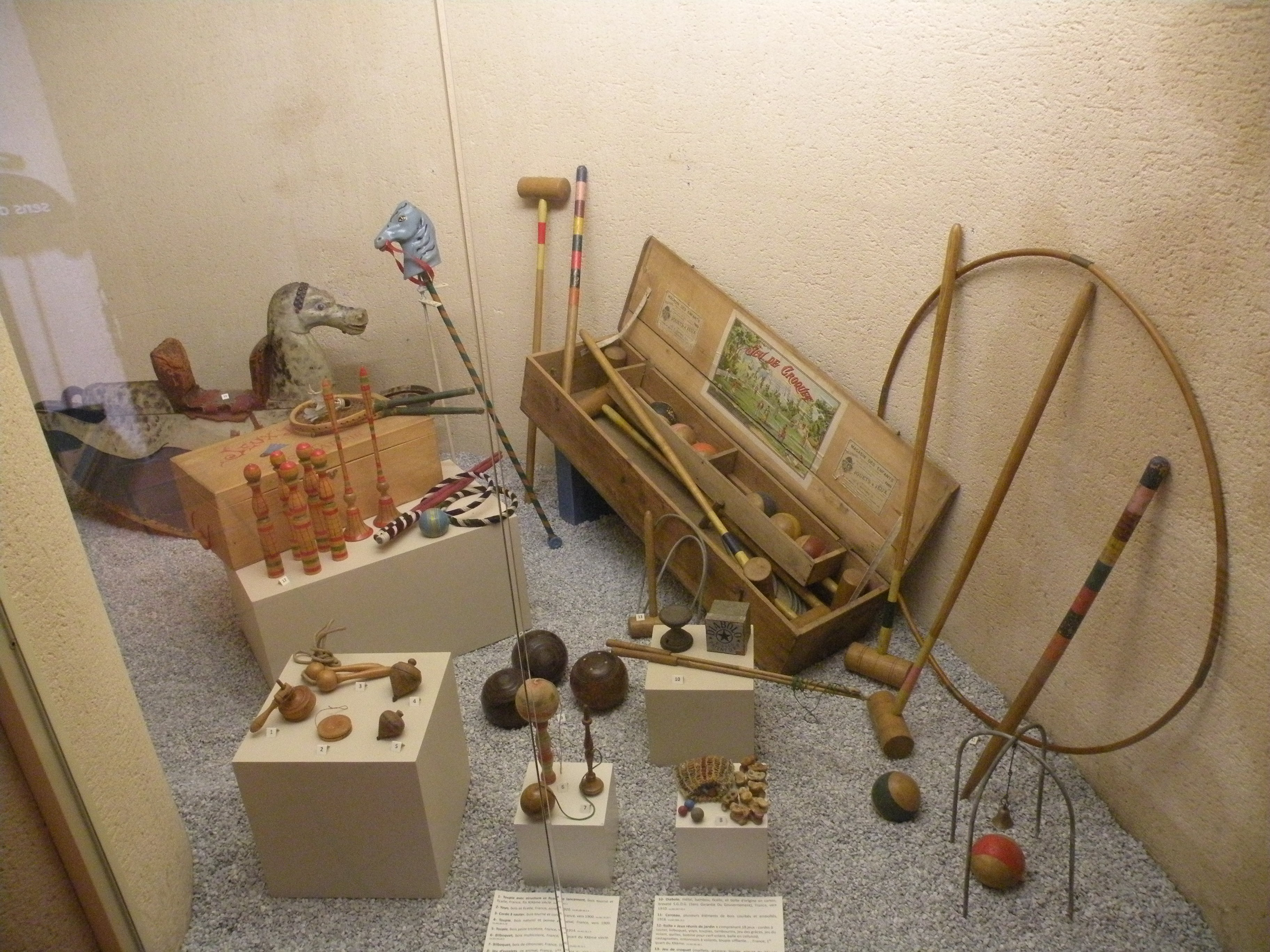
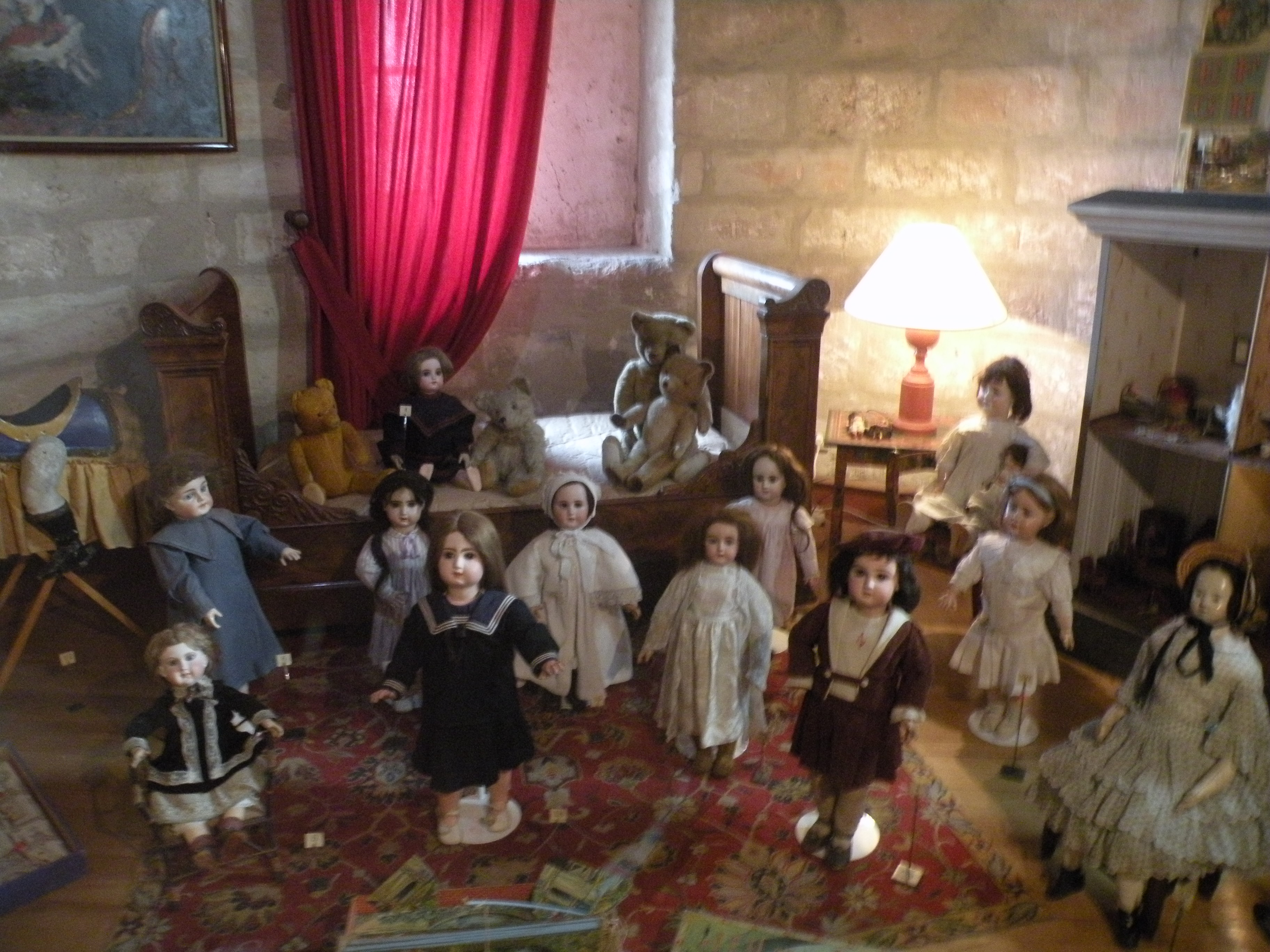
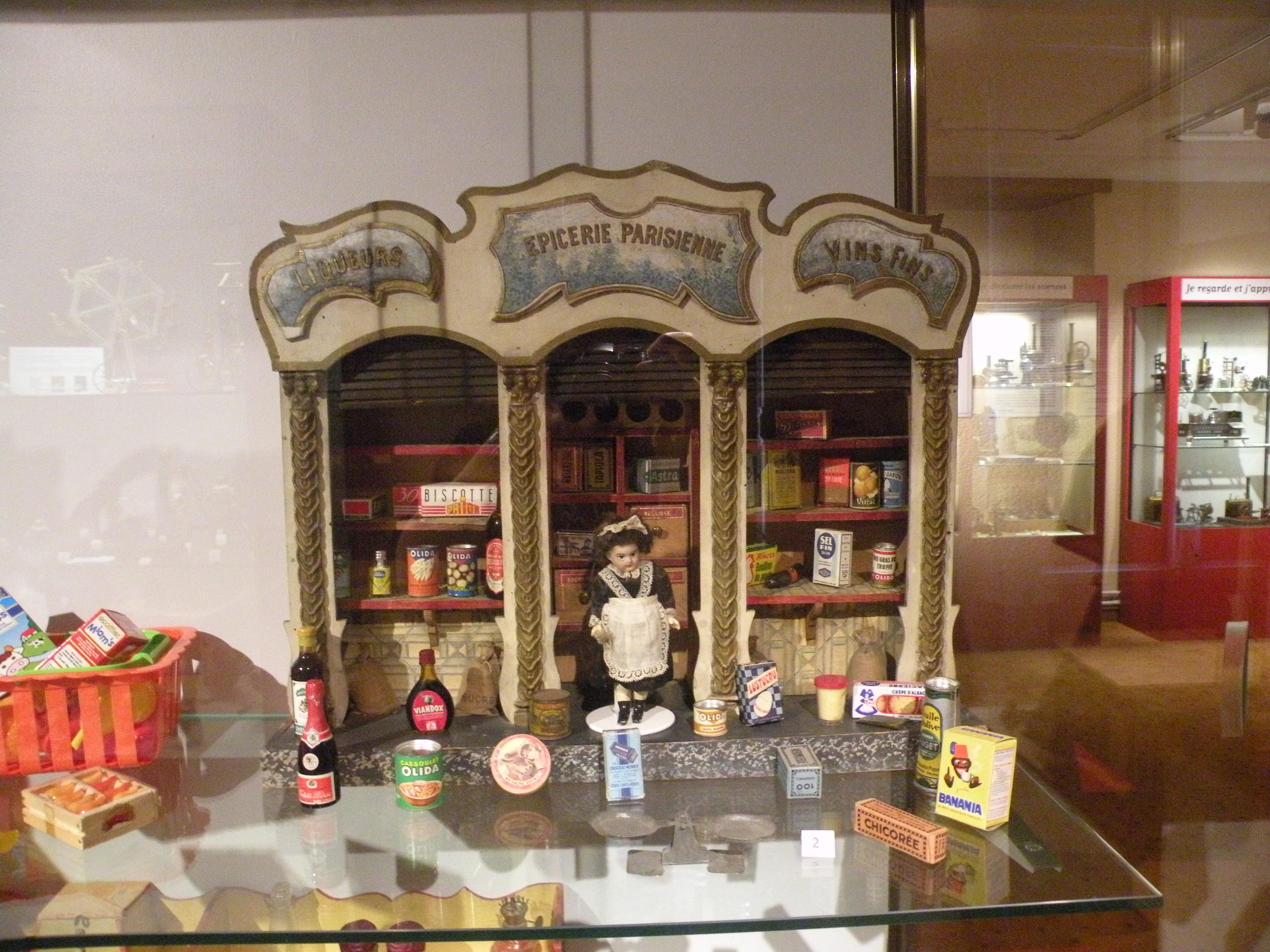
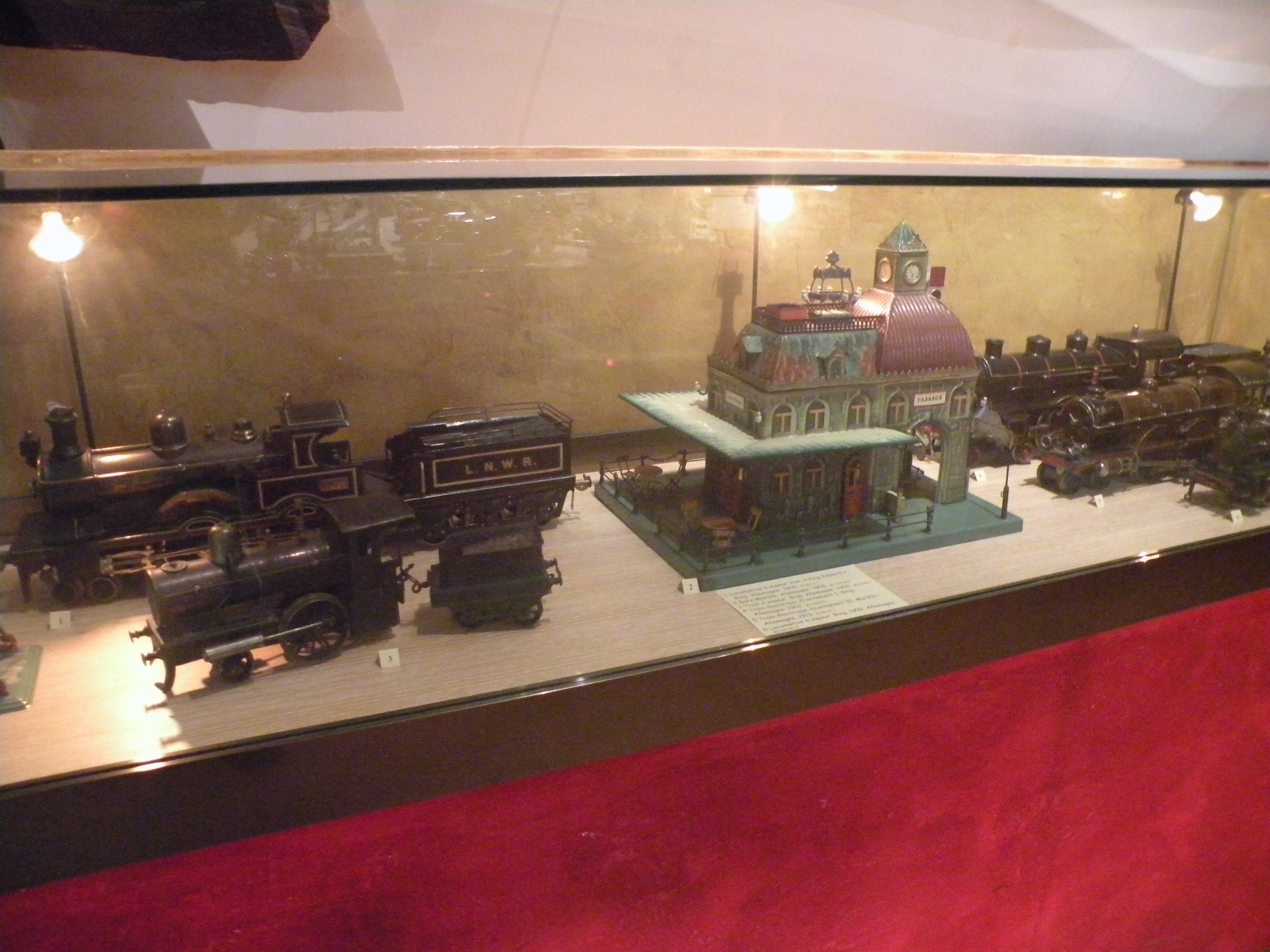
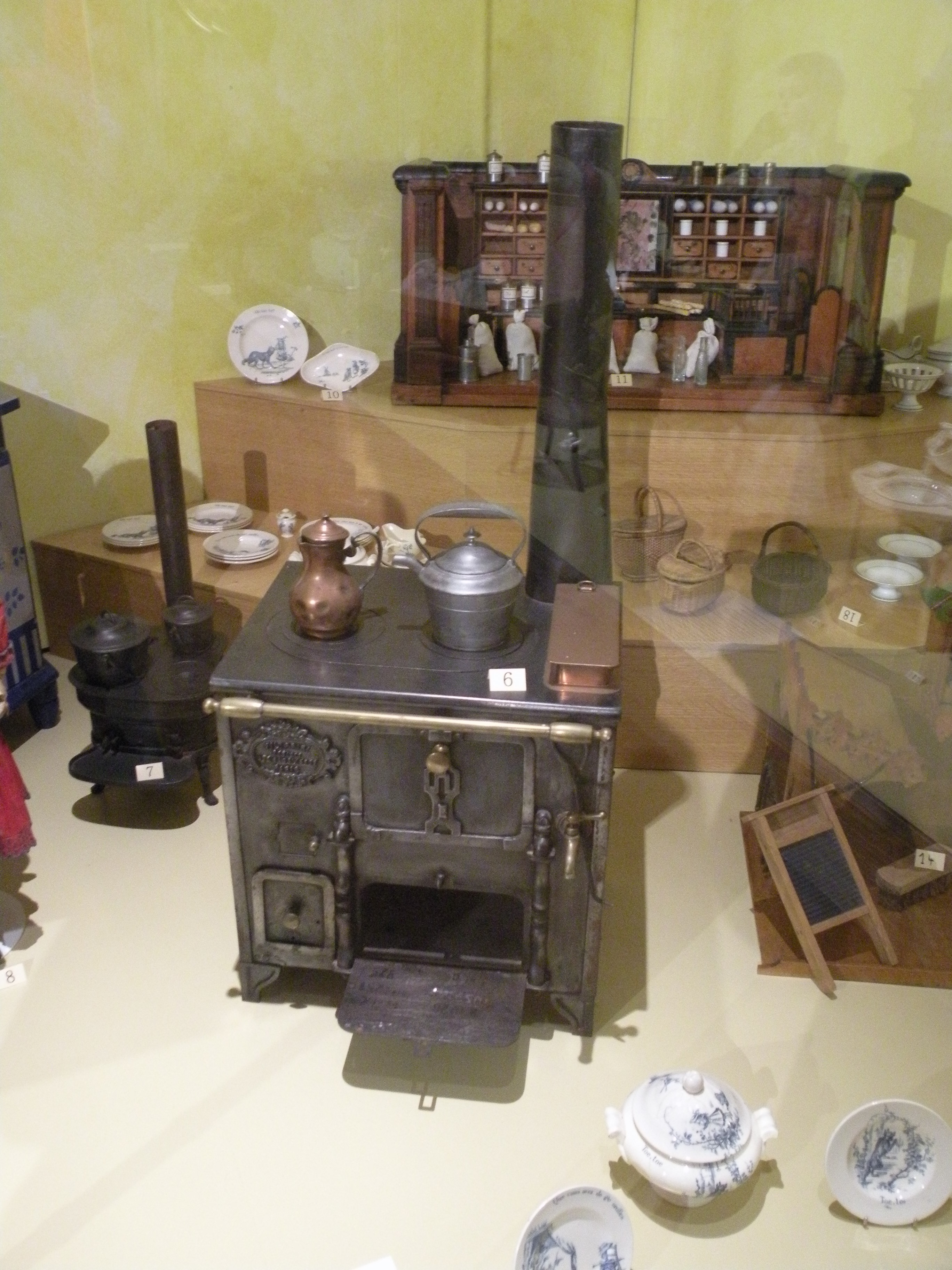

## Fréquentation
| Année | Payant | Gratuit | Total  |
| ----- | ------ | ------- | ------ |
| 2001  | 23 509 | 0       | 23 509 |
| 2002  | 20 096 | 3 453   | 23 549 |
| 2003  | 17 366 | 3 310   | 20 676 |
| 2004  | 17 293 | 3 813   | 21 106 |
| 2005  | 14 536 | 3 222   | 17 758 |
| 2006  | 15 156 | 4 076   | 19 232 |
| 2007  | 13 333 | 4 813   | 18 146 |
| 2008  | 12 345 | 7 229   | 19 574 |
| 2009  | 11 724 | 4 819   | 16 543 |
| 2010  | 12 239 | 4 524   | 16 763 |
| 2011  | 13 505 | 4 707   | 18 212 |
| 2012  | 12 783 | 4 433   | 17 216 |
| 2013  | 11 658 | 5 967   | 17 625 |
| 2014  | 13 377 | 6 267   | 19 644 |
| 2015  | 10 316 | 4 822   | 15 138 |
| 2016  | 5 860  | 3 752   | 9 612  |
| 2017  | 358    | 3 867   | 4 225  |
| 2018  | 460    | 4 138   | 4 598  |
| 2019  | 7 625  | 7 190   | 14 815 |
| 2020  | 6 447  | 3 395   | 9 842  |